# ISCH-350
Die ISCH-350 (russisch ИЖ-350) ist ein zwischen 1946 und 1951 gebautes Motorrad des sowjetischen Herstellers Ischmasch aus Ischewsk.
Das Modell ist ein Nachbau (a) der unter Leitung von Hermann Weber konstruierten und von 1938 bis 1943 von der Auto Union AG im DKW-Stammwerk Zschopau gebauten DKW NZ 350.

## Modellgeschichte und Technik
Die modernen Fertigungsanlagen des ehemaligen DKW-Stammwerks wurden ab 3. Juli 1945 auf Befehl der Sowjetischen Militäradministration in Deutschland (SMAD) als Reparationsleistung bis zum 24. April 1946 komplett demontiert und in die Sowjetunion transportiert.
Ein Teil der demontierten Anlagen wurde zunächst unter Anleitung einer Gruppe von zwangsverpflichteten DKW-Ingenieuren (Werkleiter Otto Hoffmann, Chefkonstrukteur Hermann Weber, Konstrukteur Walter Heydenreich, Haupttechnologe Johannes Schmidt und Technologe Ernst Volkmar) in Moskau wieder aufgebaut, darauf wurde ab 1946 nach Vorkriegsplänen der DKW RT 125 die M1A „Moskwa“ gebaut. Andere Teile der Fertigungsanlagen gelangten in das Degtjarjowwerk in Kowrow, wo ab 1946 die К-125 produziert wurde, sowie nach Serpuchow. Im Ischmasch-Werk wurden ebenfalls unter Anleitung der oben genannten Personen Maschinen aus dem DKW-Stammwerk installiert und wieder in Betrieb genommen. Auf diesen Maschinen wurde ein Nachbau der DKW NZ 350, die in größeren Stückzahlen auch an die Wehrmacht geliefert worden war, produziert.
In der Sowjetunion sozusagen weitergebaut, hatte die ISCH-350 die gleichen technischen Merkmale wie die DKW NZ 350: Das Rückgrat bildet ein Pressstahl-Zentralkasten-Rahmen mit Unterzug, dessen spiegelbildliche Rahmenhälften umlaufend miteinander verschweißt sind. Das Hinterrad ist nicht gefedert, das Vorderrad wird in einer Parallelogrammgabel mit aus Stahlblech gepressten Gabelscheiden geführt. Die geschlossenen Gabelscheiden sind über außenliegende Schwinghebel am Lenkkopf geführt.
Der Einzylinder-Zweitaktmotor erreicht mit einem Hubraum von 346 cm³ 11,5 PS Leistung, was für eine Höchstgeschwindigkeit von 90 km/h ausreicht. Das wahlweise hand- oder fußgeschaltete Viergang-Getriebe ist mit dem Motor in einem gemeinsamen Gehäuse aus einer Aluminiumlegierung verblockt. Die Antriebskraft wird vom Motor über eine Lamellenkupplung an das Getriebe (Primärtrieb) und von dort an das Hinterrad (Sekundärantrieb) mit jeweils einer Kette übertragen.
Abweichend von der DKW NZ 350 war bei der ISCH-350 das Zündschloss nicht in den Tank eingesetzt, sondern im Spulenkasten unterhalb des Sattels untergebracht. Zudem saß der Tachometer nicht wie beim deutschen Vorbild in einem Blechträger am oberen Ende der Parallelogrammgabel, sondern direkt im Scheinwerfergehäuse. Auf Bildern ist mitunter die Verwendung eines Wirbelluftfilters oder auch ein Motor-Getriebe-Gehäuse aus Grauguss, wie sie das Modell NZ 350-1 für die Wehrmacht hatten, erkennbar. 
1948 begann in Ischewsk die Überarbeitung des Motorrads, um eine Maschine für den Rennsport zu konstruieren. Die Parallelogrammgabel wurde durch eine Teleskopgabel ersetzt, die Hinterradaufhängung erhielt eine hydraulische gedämpfte Geradewegfederung und die Motorleistung wurde auf 14 PS gesteigert. Das so entstandene Motorrad wurde als ISCH-350S (russisch ИЖ-350С) bezeichnet, löste die Grundvariante ISCH-350 aber nicht in der Serienfertigung ab, sondern wurde parallel hergestellt.
1951 wurde die ISCH-350 in der Serienfertigung durch die ISCH-49 abgelöst.

## Technische Daten
| ISCH-350                 | ISCH-350                                                  |
| ------------------------ | --------------------------------------------------------- |
| Baujahre                 | 1946–1951                                                 |
| Motor                    | fahrtwindgekühlter Einzylinder-Zweitaktmotor, Kickstarter |
| Steuerung                | Schlitzsteuerung                                          |
| Ladungswechsel           | Umkehrspülung                                             |
| Bohrung × Hub            | 72 × 85 mm                                                |
| Hubraum                  | 346 cm³                                                   |
| Verdichtung              | 5,8 : 1                                                   |
| Nennleistung             | 11,5 PS (8,5 kW) bei 4000/min                             |
| max. Drehmomentn         | 2,45 kpm (24 Nm) bei 3100/min                             |
| Vergaser                 | Typ К-40                                                  |
| Schmierung               | Zweitaktgemisch 1 : 25 (1 : 20 in der Einlaufphase)       |
| Zündung                  | Batteriezündung, kontaktgesteuert                         |
| Lichtmaschine            | 6 V – 45 W, Typ G-36                                      |
| Bordspannung             | 6 V                                                       |
| Getriebe                 | 4-Gang-Getriebe                                           |
| Endantrieb               | Kette                                                     |
| Rahmenbauart             | Pressstahl-Zentralkasten-Rahmen mit Unterzug              |
| Maße (L × B × H)         | 2110 × 770 × 935 mm                                       |
| Radstand                 | 1325 mm                                                   |
| Radaufhängung vorn       | Parallelogrammgabel mit Schraubenfeder                    |
| Radaufhängung hinten     | Starrrahmen                                               |
| Felgengröße vorn         | Drahtspeichenrad, 19″                                     |
| Felgengröße hinten       | Drahtspeichenrad, 19″                                     |
| Bereifung vorn           | 3,25–19″                                                  |
| Bereifung hinten         | 3,25–19″                                                  |
| Bremsen                  | Innenbacken-Trommelbremsen (Halbnabe)                     |
| Leergewicht              | 156,3 kg                                                  |
| zulässiges Gesamtgewicht | 345 kg                                                    |
| Höchstgeschwindigkeit    | 90 km/h                                                   |
| Tankinhalt               | 15 l                                                      |
| Verbrauch                | 3,5–4 l/100 km                                            |
| Reichweite               | 320–400 km                                                |
| Stückzahl                | 127.090                                                   |